# Vietcong (spel)
Vietcong är ett datorspel som utspelar sig under Vietnamkriget.
Man spelar som first class sergeant Stephen R. Hawkins, som är med i amerikanska specialstyrkorna. Spelet utspelar sig mellan juli 1967 och tidiga Têt-offensiven 1968.
Spelet har en uppföljare, Vietcong 2.